# Старо сајмиште
Старо сајмиште је назив за некадашњи простор Београдског сајма изграђен на основу одлуке Београдске општине 1936. године. Друштву за приређивање сајма и изложби је у децембру 1935. уступљен терен крај новоизграђеног Моста краља Александра. Прва фаза радова је започета у пролеће 1937. године, а завршена је до отварања, септембра 1937. Друга фаза, у којој су изграђени Турски и велики Немачки павиљон, завршена је 1938. Планирана је изградња и шестог југословенског павиљона, који је скоро потпуно био изидан и постављене кровне конструкције, али су радови обустављени након избијања Другог светског рата.
За време Другог светског рата нацисти су га претворили у логор за Јевреје, а касније за све противнике окупације. После рата, очуване зграде дате су ликовним уметницима за атељее, а било је и делом намерне, делом дивље градње. Комплекс је 1987. проглашен за културно добро Београда, а 1992. усвојен је Урбанистички план, са циљем да се Сајмиште реконструише. Споменик жртвама логора откривен је априла 1995. године, на 50. годишњицу затварања логора.
Комплекс Старог београдског сајмишта на левој обали Саве, налази се у Новом Београду у блоку 17, између данашњег Бранковог и Трамвајског моста. Простор изузетно слојевитије меморије од изградње до данас имао је различите намене. Осмишљен и реализован као репрезентативан сајамски простор, који је требало да покаже амбиције младе европске краљевине и буде подстрек њеном економском развоју за време Другог светског рата претворен је у концентрациони логор, а након рата у оазу ликовних уметника. Данас представља најзначајнији меморијални комплекс не само у Београду него и на подручју читаве Србије.

## Први београдски сајам
Први београдски сајам је подигнут 1937. године залагањем српских индустријалаца, трговаца и Београдске општине према пројекту тројице општинских архитеката Рајка Татића, Миливоја Тричковића и Ђорђа Лукића.
Његовом изградњом, Београд је по први пут искорачио на другу обалу реке Саве и тиме отворио пут будућим градитељима Новог Београда. Урбанистички концепт комплекса и архитектура сајамских павиљона били су репрезентативан пример модерне архитектуре и урбанизма тридесетих година 20. века. Пет великих југословенских павиљона симетрично су распоређени око централног трга са кулом у средишту, која је давала основни печат комплексу и чинила његово језгро. Простран трг у средишту и зракасте комуникације учинили су овај простор прегледним и функционалним. Преостале сајамске површине према утврђеном регулационом плану биле су резервисане за стране и домаће павиљоне. Тако су своје павиљоне изградиле следеће државе: Италија, Чехословачка, Румунија, Мађарска 1937. године, наредне 1938. Турска, 1939. и Немачка, потом су подигнути падобрански Шкодин торањ, павиљон холандске фирме „Филипс“ и Задужбине Николе Спасића, као и низ других павиљона.
Први београдски сајам је нудио богату понуду, и убрзо је постао популарно одредиште Београђана. Први телевизијски програм на Балкану је емитовао 1938. године са београдског сајма холандски „Филипс“, који је закупио један од павиљона. Чехословачка „Шкода“ је конструисала на сајму торањ висок 74 m, који је коришћен за обуку падобранаца из свих делова земље
Италија и Немачка су користиле своје павиљоне између осталог и за идеолошку пропаганду. Нацистичке заставе су биле истакнуте испред Немачког павиљона, а унутрашњост је била украшена кукастим крстовима.

## Логор Сајмиште
Први београдски сајам грађен као значајан привредни и трговачки комплекс по избијању Другог светског рата постао је стратиште, место стравичног страдања. Гестапо је формирао концентрациони логор Логор Сајмиште, или преведено са немачког Јеврејски логор Земун, ради ликвидације јеврејског и ромског становништва у Београду и Србији.

## Судбина Сајмишта од рата до данас
У послератном периоду, у време социјализма, Сајмиште је третирано као место на коме је „трагична борба прогресивног човечанства против фашизма (…) оставила своје трагове“. Прва спомен плоча је подигнута 1974. године. Идентичан натпис носи и плоча из 1984, која се налази и данас на травнатој површини између Централне куле и бившег Турског павиљона. Априла 1995, откривен је и велики споменик страдалим у логору Сајмиште и жртвама усташког логора Јасеновац.
Сајамски павиљони оштећени у бомбардовањима и борбама су порушени. Уклоњено је свих пет југословенских павиљона. Поштеђени су чехословачки, италијански, румунски, мађарски, немачки и Спасићев павиљон и Централна кула. У павиљоне су смештене институције које су биле задужене за изградњу Новог Београда, која је почела 1. априла 1948. Павиљонима је претило рушење јер се нису уклапали у визију нове модерне метрополе. Урбанистички планови из 1950. и 1987. године, предвиђају овај простор као „зелени појас“ за „одмор и рекреацију“.
Године 1951, павиљони су претворени у станове за социјално угрожене или предате на коришћење Удружењу ликовних уметника Србије, стварајући својеврсну ликовну колонију у којој су никле многе авангардне идеје и остварена значајна дела савремене српске и југословенске уметности. Једно време се ту налазило и ромско насеље, измештено 1961. пред самит Несврстаних. Почетком педесетих, подигнута су и спомен-обележја на Бежанији и на Јеврејском гробљу у Земуну (треба напоменути да на Јеврејском гробљу нису сахрањене јеврејске жртве, већ жртве пролазног логора, Anhaltelager-а). У исто време је откривена и спомен-плоча у Јајинцима.
Крајем педесетих и почетком шездесетих година, постојао је покушај, у оквиру Секције бивших политичких затвореника, интернираца и депортираца за НР Србију, која је функционисала у оквиру СУБНОР-а, да се прикупе подаци о логорима у Србији, па и о Сајмишту, и да се они адекватно обележе. Децембра 1965, лева обала је проглашена за „Спомен обалу“ на основу одлуке Скупштине града Београда. Године 1968, дошло се на идеју да се у блоку 17, који обухвата и простор Сајмишта, изгради београдска опера. Пројекат пропада 1972, као и конкурс који је затим расписан за уређење „Спомен обале“. Коначно, на 20. октобар 1974. године, откривено је прво спомен-обележје. Године 1983, поново је покренута идеја о уређењу Сајмишта. Наредне године, на Дан устанка 7. јула, откривена је друга спомен плоча, са идентичним текстом. Претходна плоча је уклоњена.
Фебруара 1986, на иницијативу Координационог одбора за очување револуционарних традиција, покренута је још једна иницијатива за уређење Спомен-парка у Јајинцима и спомен-обележја логора Сајмиште. Намера је била да се постави већи споменик и да се изради детаљни урбанистички план простора Старог сајмишта. Исте године, одлуком општине Нови Београд, 9. мај је проглашен даном логора Сајмиште. Читав простор са очуваним павиљонима под називом „Старо сајмиште – Логор Гестапоа“ је 1987. године утврђен за културно добро.
На Савском насипу, испред некадашњег логора, уређен је простор за сећање и одавање поште и у осовини централне куле, ради трајне успомене на жртве и отпор заточеника логора Сајмиште, подигнут споменик висок 22 метра, као апстрактна композиција у бронзи, рад вајара Миодрага Поповића, поред кога је постављен и натпис на српском и енглеском језику. Његов рад је освојио другу награду на конкурсу за спомен парк у Јајинцима, па је одлучено да се ово решење искористи за 'Спомен-обележје на Сајмишту. Споменик је требало да буде откривен 9. маја 1989. али ће бити постављен и свечано откривен са шест година закашњења, 22. априла 1995. на годишњицу пробоја логораша из Јасеновца, дан који се у Србији од 1992. обележава као Дан жртава геноцида.
Године 1992, урађен је Детаљни урбанистички план комплекса „Старо сајмиште“, који ни до данас није реализован. Десет година касније, директор Музеја жртава геноцида, Милан Булајић, предаје Дирекцији за грађевинско земљиште предлог уређења Старог сајмишта, у складу са планом из 1992. Године 2006, у Народном музеју је одржана манифестација под именом „Старо Београдско сајмиште 3+1: сајмиште, стратиште, уточиште“. Упућен је апел да се Сајмиште обнови, и да му се врати изглед из 1941.
Две године касније, 2008, Општина Нови Београд доноси одлуку да се на месту логора изгради Музеј холокауста. Исте године, у Музеју примењене уметности у Београду, одржана је серија изложби и радионица посвећених Сајмишту, под називом „Старо сајмиште као језгро Новог Београда“. Окосницу будућег уређења би требало да представља „меморијални музеј са усклађеним компатибилним садржајима околних објеката“.
Јануара 2009, телевизија Б92 емитује документарни филм из два дела „Сајмиште, историја једног логора“. Први део говори о два логора, Сајмишту и топовским шупама, а други део о логору Сајмиште након убијања Јевреја.
Скупштина града Београда је 22. јула 2014. године донела одлуку да се 10. мај обележава као Дан сећања на жртве Холокауста у Београду у знак сећања на 10. мај 1942. године када је нацистички окупатор објавио да у Београду нема више Јевреја.
Обнављање меморијалног комплекса почело је 2022. године.